# Пёре, Пынар
Пына́р Тёре́ (тур. Pınar Töre; род. 6 ноября 1979, Стамбул) — турецкая актриса

, театральный режиссёр

, драматург, хореограф и переводчица

.

## Биография и карьера
Пынар Тёре родилась 6 ноября 1979 года в Анкаре, Турция, в семье детского кардиолога Хасана Фехми Тёре и его жены Шюкран Тёре (ум. 3 октября 2023), поженившихся 25 февраля 1972 года. В 2005 году она получила степень магистра на факультете актёрского мастерства Билькентского университета.
Начиная с начала 2000-х годов, Тёре появилась во множестве театральных постановок, среди которых «Иностранная валюта», «Суперноа», «Фестен» и «Малава», фильмов и телесериалов. Она наиболее известна по ролям Эсры в телесериале «Наша история» (2017—2018), Фатмы Четин в телесериале «Не отпускай мою руку» (2018—2019), Башулу-хатун в телесериале «Пробуждение: Великие Сельджуки» (2020—2021) и Озлем Карталь в телесериале «Правосудие» (2021—2022).

## Фильмография
| Год       |   | Русское название               | Оригинальное название  | Роль          |
| --------- | - | ------------------------------ | ---------------------- | ------------- |
| 2010      | с | Любовь и наказание             | Aşk ve Ceza            |               |
| 2011      | ф | Обед монстров                  | Canavarlar Sofrası     | М             |
| 2015      | ф | Шкатулки                       | Çekmeceler             | Джейлан       |
| 2016      | с | Моя мама                       | Anne                   |               |
| 2017—2018 | с | Наша история                   | Bizim Hikaye           | Эсра          |
| 2018      | ф | Последний выход                | Son Çıkış              | Элиф          |
| 2018—2019 | с | Не отпускай мою руку           | Elimi Bırakma          | Фатма Четин   |
| 2020—2021 | с | Пробуждение: Великие Сельджуки | Uyanış: Büyük Selçuklu | Башулу-хатун  |
| 2021—2022 | с | Правосудие                     | Yargı                  | Озлем Карталь |
| 2024      | с | Кюбра                          | Kübra                  | Тугче         |
|           | с | Турок                          | El Turco               |               |